# Вилијам Болдвин
Вилијам Џозеф Болдвин (енгл. William Joseph Baldwin; рођен у Масапикви, Њујорк, 21. фебруара 1963), амерички је филмски и ТВ глумац.
Један је од четворице браће Болдвин, коју чине још глумци Алек, Стивен и Данијел Болдвин.
Најпознатији филмови и телевизијске серије са учешћем Вилијема Болдвина: Рођен 4. јула (1989), Унутрашња контрола (1990), Танка линија смрти (1990), Повратни удар (1991), Сливер (1993), Фер игра (1995), Вирус (1999), Лигња и кит (2005), Лига правде – Криза на две Земље (2010), Трачара (2010-2012), Хаваји 5-0 (2011-2012), Мекгајвер (2017-2019) и Јужни Ветар На Граници (2022), поред многих.